# Сант'Амброђо (Алесандрија)
Сант'Амброђо је насеље у Италији у округу Алесандрија, региону Пијемонт.
Према процени из 2011. у насељу је живело 15 становника. Насеље се налази на надморској висини од 609 м.